# Остановочный пункт 2591 км
Остановочный пункт 2591 км (каз. Аялдау стансасы 2591 км) — упразднённый населённый пункт в Мамлютском районе Северо-Казахстанской области Казахстана. Входил в состав Пригородного сельского округа. Исключен из учётных данных в 2024 году.
Код КАТО — 595249400.

## История
Населённый пункт появился при строительстве железной дороги. В селении жили семьи тех, кто обслуживал железнодорожную инфраструктуру.

## Население
В 1999 году население населённого пункта составляло 34 человека (19 мужчин и 15 женщин). По данным переписи 2009 года, в населённом пункте проживало 19 человек (11 мужчин и 8 женщин).

## Инфраструктура
Личное подсобное хозяйство.
Основа экономики — обслуживание путевого хозяйства Южно-Уральской железной дороги. Действует платформа 2591 км.

## Транспорт
Доступен автомобильным и железнодорожным транспортом. В пешей доступности трасса М-51 (азиатский маршрут АН6).